# Colydium holynskiorum
Colydium holynskiorum es una especie de coleóptero de la familia Zopheridae.

## Distribución geográfica
Habita en Brasil.